# Ambre gris

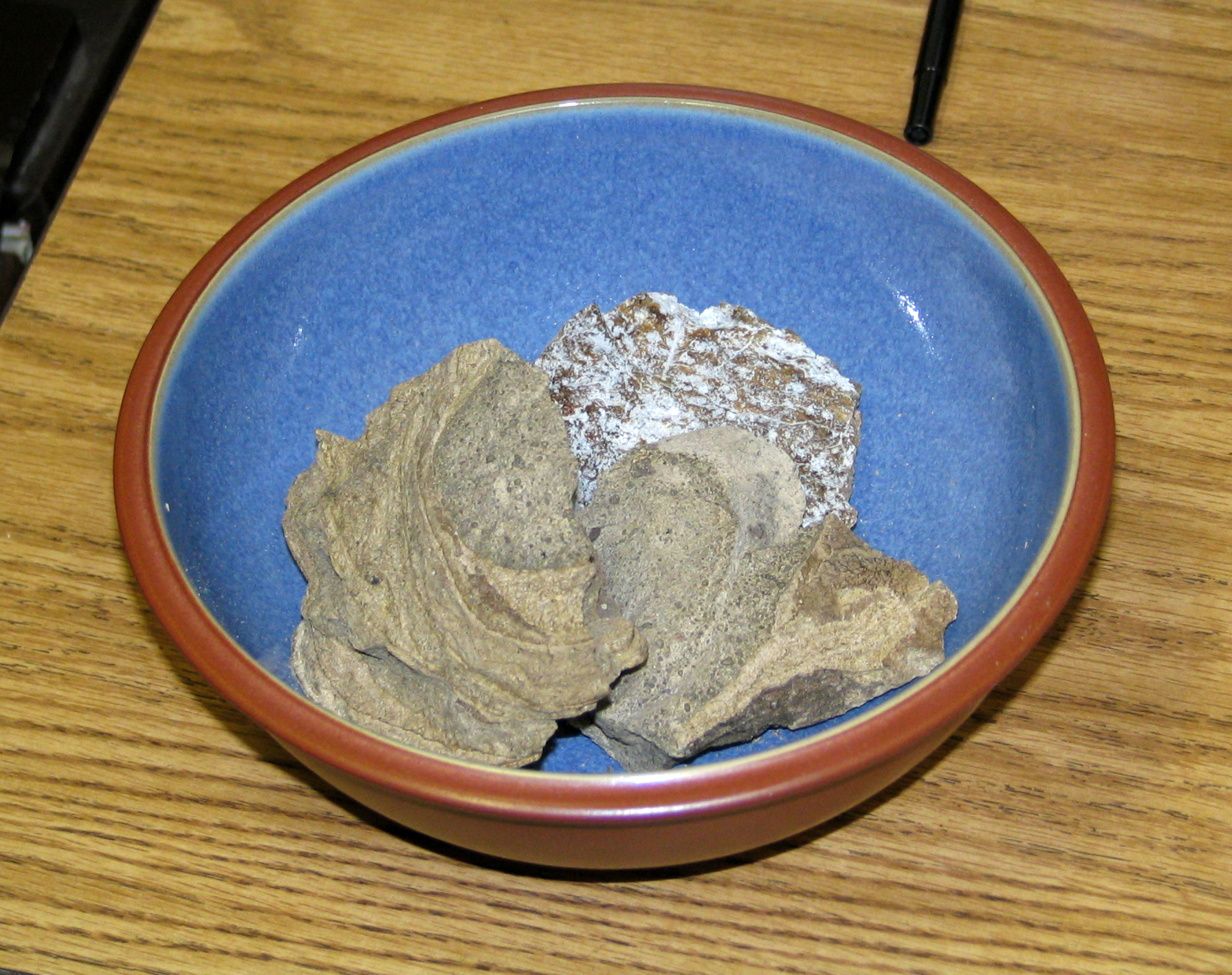
Ambre gris provenant d'un cachalot

Pour les articles homonymes, voir Ambre (homonymie).
L'ambre gris est une concrétion intestinale du cachalot, provenant de l'interaction des sécrétions biliaires et des aliments ingérés par les cachalots.
C'est une substance très parfumée, solide, grasse, inflammable, de couleur variant du gris au noirâtre, à l'odeur spécifique. On le trouvait autrefois le plus souvent flottant sur les océans ou déposé sur les côtes, avant de l'extraire des cachalots tués à la chasse.
Hormis son nom, l'ambre gris n'a qu'un seul point commun avec l'ambre jaune, qui est une résine fossile : on le récoltait jusqu'au début du XXe siècle sur les plages ou flottant au milieu des vagues.

## Composition
L'ambre gris se compose principalement d'ambréine (en) (entre 25 et 45%) et d'épicoprostérol (entre 30 et 40%). L'ambréine est progressivement dégradée par l'eau de mer, la lumière et l'air en différents composés comme l'ambroxyde. Certains de ces composés apportent l'odeur caractéristique de l'ambre gris.

Ambréine (en).
Ambroxyde.
Ambrinol.

## Utilisation

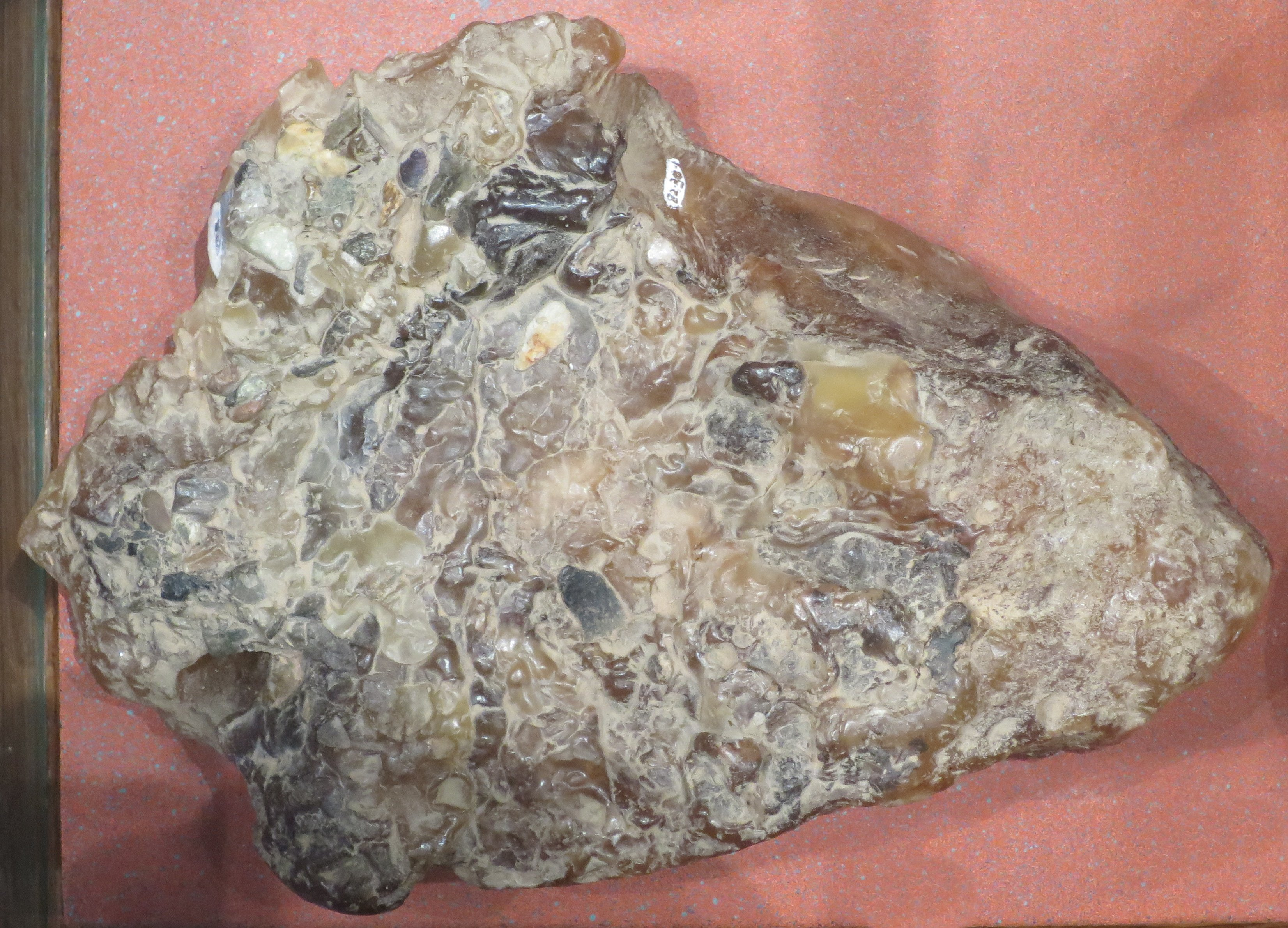
Ambre gris récupéré en mer du Nord.

À l'origine, l'ambre gris a une odeur organique désagréable. Après exposition à la lumière et aux éléments pendant plusieurs mois, voire plusieurs années, il exhale son odeur définitive, « chaude », « animale », rappelant le tabac. On l'utilise alors dans la fabrication du parfum pour fixer et rehausser d'autres parfums plus fugitifs. En raison de son coût, il est le plus souvent remplacé par un substitut de synthèse ou parfois par un dérivé du sclaréol extrait de la sauge sclarée.
L'ambre gris doit sa valeur à son utilisation très ancienne en parfumerie et à son extrême rareté.
Du fait de la possibilité de le synthétiser chimiquement, l'ambre gris naturel n'est presque plus utilisé aujourd'hui.
Le produit de base extrait de l'ambre gris naturel en parfumerie est l'ambre pur, une solution à base d'alcool qui, exposée à l'air et à la lumière, permet une séparation en plusieurs produits dérivés. L'ambre naturel est composé de terpènes et de stéroïdes. L'ambre d'origine synthétique est vendu sous les noms commerciaux d'Ambrox, Ambrosan ou Amberlyn.
La note d'odeur peut être boisée, sèche, balsamique, fleurie ou proche du tabac. L'ambre gris, ou aujourd'hui sa forme synthétique, forme typiquement la note de base des compositions de parfumerie.

## Histoire
L'ambre gris est au moins connu depuis le IVe siècle de notre ère. Des traces de cette substance ont été retrouvées sur le vase diatrète découvert dans la nécropole des premiers chrétiens d'Autun. Aétios d'Amida, médecin grec vivant au tournant des Ve-VIe siècles de notre ère, le mentionne comme composant d’une recette de nard, parfum destiné à l’église. Il est également connu des Arabes et des populations d'Afrique de l'Est qui le leur vendent dès le Xe siècle.
Jusqu’à la Renaissance, on récoltait l’ambre flottant à la surface des mers, par concrétions d’une dizaine de kilos, voire exceptionnellement de plus de 100 kg. L'origine biologique de l'ambre gris était un mystère qui ne sera éclairci qu'au XVIIIe siècle ; avant cela les auteurs latins et arabes avançaient des hypothèses variées (écume solidifiée ou excrément d'animal marin, voire sperme de baleine dans le cas des latins). Avec la chasse à la baleine, on découvrit, lors du dépeçage des cétacés, que l’ambre natif se formait dans l’intestin des cachalots, avec une accumulation pouvant atteindre 400 kg ; de telles concentrations sont cependant pathologiques et révèlent que l’animal a dû mourir d’une occlusion intestinale.
Dès le XVe siècle, l’ambre gris a été commercialisé en Europe et on le payait à son poids en or (bien que les échantillons ne fussent alors que de qualité très aléatoire). Léon l'Africain rapporte qu’au XVIe siècle, le prix de l’ambre gris sur le marché de Fez était de 60 ducats la livre (à comparer avec 20 ducats pour un esclave, 40 pour un eunuque et 50 pour un chameau) : ainsi était-il plus coûteux que l’or et les gemmes.[réf. nécessaire]
Le négociant hollandais Jan Huygen van Linschoten écrivit dans son journal de voyage à propos de l’ambre gris :

« On l'utilise combiné à du musc, de la civette, du benjoin et d’autres arômes dans beaucoup de préparation de luxe, par exemple pour parfumer des assortiments de pommes et de poires serties dans des écrins d'argent et d'or que des serviteurs apportent aux convives. »

Adam Lonitzer signalait en son temps la recette d’un substitut de l’ambre dans son « Kreüterbuch » :

« … l'Ambra factitia n’est… que de l'ambre artificiel, que beaucoup utilisent comme substitut (de bien moindre saveur) de l’ambre naturel... on le prépare sous forme d’une pâte faite de noix de muscade, mélangée à des clous de girofle, à du spicanard, à du musc et à de l’eau de rose,... Certains se fondent sur une recette différente, mais dans tous les cas le mélange doit contenir du musc ou de la civette. »

Il arrive que l'on trouve des morceaux d'ambre gris sur une plage. En janvier 2013, un bloc de 3 kilos a été trouvé près de Blackpool en Angleterre. Sa valeur a été estimée à 100 000 £,. Le 13 février 2021, un bloc d'ambre gris de 127 kilos a été extrait de l'estomac d'une baleine morte par un groupe de pêcheurs au sud du Yémen et vendu pour 1,7 million de dollars américains.

## Dans les arts

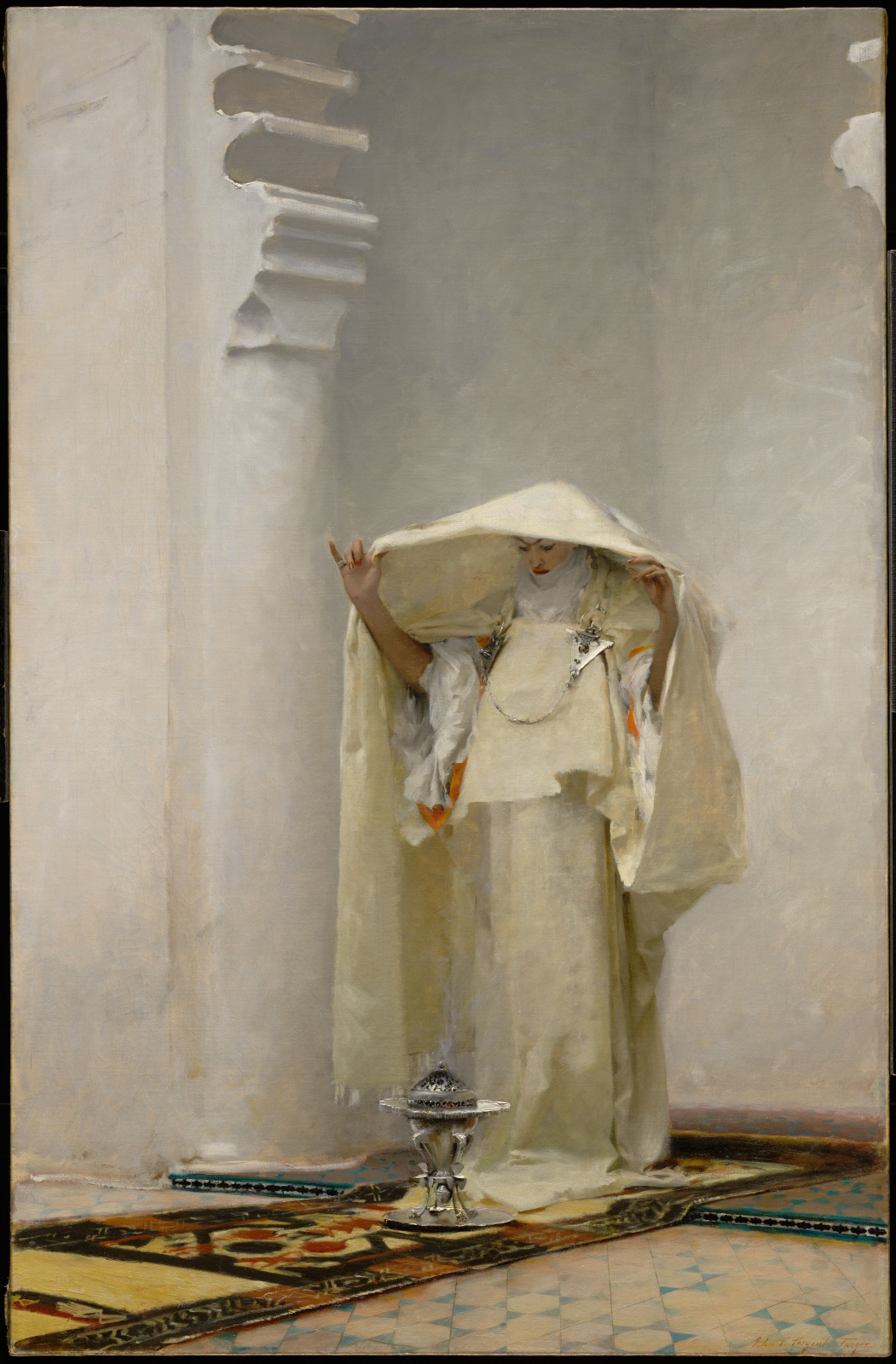
Fumée d'ambre gris
John Singer Sargent, 1880
Clark Art Institute, Williamstown

L'ambre gris était utilisé dans certains rituels religieux et aurait également des qualités aphrodisiaques. John Singer Sargent a commencé son tableau à Tanger et l'a achevé dans son atelier parisien. Il s'agit d'une fantaisie pour les yeux occidentaux, combinant des détails de costumes et de décors adaptés de différentes régions d'Afrique du Nord.

### Dans la littérature
L'ambre gris revient souvent[réf. souhaitée] dans les odes amoureuses.
Rabelais
L'évocation la plus célèbre provient du Prologue du Gargantua, avec la description liminaire des "silènes d'Alcibiade", ces boites d'aspect grotesque contenant des essences précieuses:
"Silènes estoyent iadis petites boites telles que voyons de present es bouticqs des apothecaires, pinctes au dessus de figures ioyeuses et frivoles, comme de Harpies, Satyres, oysons bridez, lievres cornuz, canes bastées, boucqs volans, cerfz limonniers, & aultres telles pinctures contrefaictes à plaisir pour exciter le monde à rire. Quel fut Silène maistre du bon Bacchus. Mais au dedans l’on reservoit les fines drogues, comme Baulme, Ambre gris, Amomon, Musc, zivette, pierreries, et aultres choses precieuses." (Gargantua, 1535, éd. Fr. Juste, Wikisource)
Roger Martin du Gard
On trouve une très belle évocation d'un collier d'ambre gris dans Les Thibault, de Roger Martin du Gard, collier porté par la belle héroïne Rachel, jeune Juive rousse et sulfureuse. Ce collier révèle au lecteur la sensualité d'Antoine, jeune médecin, sérieux, pragmatique. « Il jouait avec son collier, dont les grains de miel étaient séparés par de petites boules d'ambre gris, couleur de plomb, qui tiédissaient sous ses doigts, et exhalaient alors un parfum si tenace qu'il n'était pas rare, deux jours plus tard, d'en retrouver l'arôme au creux des mains. » Lorsque Antoine et Rachel auront été séparés par la vie et la guerre de 14-18, Antoine recevra un paquet, dont l'odeur puissante lui rappellera Rachel. Une « petite madeleine » odorante. « Un parfum violent monta jusqu'à lui, un parfum de cassolette orientale, de benjoin, d'encens ; un parfum connu, et que cependant il ne parvenait pas à identifier. Prudemment, du bout de l'ongle, il écarta le lit de sciure : de petits œufs jaunâtres apparurent, brillants et poussiéreux. Et tout à coup le passé lui sauta au visage : ces grains jaunes... Le collier d'ambre et de musc ! Le collier de Rachel ! »
Herman Melville
Un chapitre y est également consacré dans Moby Dick de Herman Melville :
« L'ambre gris est mou, cireux et si odorant et épicé qu'on l'utilise beaucoup en parfumerie, pour des pastilles, pour des bougies de luxe, pour des poudres à cheveux et des pommades. Les Turcs l'utilisent en cuisine et aussi ils l'emportent à La Mecque dans le même but qu'on porte l'encens à Rome à la basilique Saint-Pierre. Certains marchands de vin en laissent tomber quelques gouttes dans le clairet pour le parfumer. »
Pierre Magnan
Dans Périple d'un cachalot, c'est dans l'espoir de tirer profit de l'ambre gris et obtenir ainsi les faveurs d'une cantatrice qu'un antiquaire fait hâler un cachalot à contre-courant dans un fleuve : « Il appert en effet que le denticetus, lorsqu'il atteint un âge avancé, nourrit en son sein un cancer parfumé, pesant cent livres environ, d'une matière fort rare et recherchée à laquelle on a donné le nom d'ambre gris. »
Didier Conrad
Il est mentionné et utilisé par Donito et Pépé dans le tome 5 - L'or caché du cachalot - de la BD éponyme Donito.